# Bernard Descamps (homme politique)
Pour les articles homonymes, voir Descamps et Bernard Descamps (photographe).
Bernard Descamps, né le 4 mars 1758 à Lectoure, mort le 21 avril 1825 au même endroit, est un homme de loi et un homme politique français.

## Biographie
Né dans une famille de la bonne bourgeoisie gasconne, il est le fils de Pierre Descamps (1714-1787), médecin et avocat, syndic de la ville de Lectoure et de Françoise Labatut. Il est le petit-fils du docteur Guillaume Descamps (1680-1758), conseiller du roi, maire de Lectoure de nombreuses années. La famille Descamps est originaire de Dunes en Brulhois où est né le grand-père de Bernard Descamps, Guillaume.
En septembre 1791, alors qu'il est procureur-syndic du district de Lectoure, Bernard Descamps est élu député du département du Gers, le premier sur neuf, à l'Assemblée nationale législative. Il vote en faveur des mises en accusation de Bertrand de Molleville, le ministre de la Marine, et du marquis de Lafayette.
En septembre 1792, il est réélu député du Gers, le troisième sur neuf, à la Convention nationale, où il siège sur les bancs de la Gironde. Lors du procès de Louis XVI, il vote la mort sans appel au peuple ni sursis. Il est absent au scrutin sur la mise en accusation de Marat en avril 1793 et vote en faveur du rétablissement de la Commission des Douze en mai.
Bernard Descamps est décrété d'arrestation le 3 octobre après le rapport d'Amar, prononcé au nom du Comité de Sûreté générale, pour avoir protesté contre les journées du 31 mai et du 2 juin. Il est libéré et réintègre son poste à la Convention le 18 frimaire an III (8 décembre 1794). 
Il fut réélu par le Gers le 23 vendémiaire an IV, par 162 voix sur 292 votants (conformément au décret des deux tiers), au Conseil des Cinq-Cents, où il eut un rôle effacé et combattit les anciens Jacobins.
Retourné à la vie civile le 1er prairial an VI (20 mai 1798),, il est frappé par la loi du 12 janvier 1816 qui condamne les régicides à l'exil. Il passa en Suisse puis en Autriche. Rentré à Lectoure en 1822, il y mourut en 1825,.
Il épousa Sophie Reynard de Longpré, de la petite noblesse d'épée d'Auvillars, et eut d'elle deux enfants : Emile Descamps, qui ne se maria pas et mourut jeune, et Justin, qui épousa Lucinde de Mallac, d'où deux enfants : Pétronille-Eudoxie Descamps, qui épousa Hyppolite Aubian, de Mirande, et Albert Descamps, qui fut maire de Lectoure, conseiller général, député, et père de Nady Donnodevie-Descamps.
Les archives de la famille Descamps sont conservées aux Archives départementales, à Auch (série 45 J).

## Publications
- Bernard Descamps, Opinion de Bernard Descamps, ou le Cri de la vérité et de la justice dans la décision à prononcer sur l'affaire de Capet, Paris, Convention nationale, s. d., 39 p. (BNF 30328304)